# لويس إنريكي فرنانديز
لويس إنريكي فرنانديز (بالإسبانية: Luis Enrique Fernández)‏ (22 أكتوبر 1951 في المكسيك - ) هو لاعب كرة قدم مكسيكي في مركز الدفاع. لعب مع أتلانتي إف سي ونادي بويبلا ونادي جامعة غوادالاخارا.